# Ołeh Kozerod
Ołeh Kozerod (ur. 1970) – ukraiński historyk, politolog, doktor habilitowany nauk historycznych. 
Pochodzi ze szlacheckiego rodu Kazirod, będącego jednym z najstarszych polsko-ukraińskich rodów arystokratycznych, znanych od XII wieku i posługującego się herbem szlacheckim Zadora. Pierwszym wybitnym przedstawicielem rodu herbu Zadora był Zbigniew z Brzezia (1360-1425) – marszałek wielki koronny i starosta krakowski. Był bliskim towarzyszem broni polskiego króla Władysława Jagiełły, w imieniu którego posłował do cesarza Cesarstwa Rzymskiego i króla Węgier Zygmunta Luksemburskiego.
Z rodu Zadora pochodzili: Przecław Lanckoroński, który, jak podaje Kronika Grigorija Grabianki, był pierwszym hetmanem kozackim, „który niejednokrotnie szczęśliwie walczył wspólnie z Kozakami o ziemię osmańską”, kasztelan Kijowski (1762-1772) Maciej Lanckoroński, poseł na Sejm Józef Lubelski (Kozirod) i inni wybitni działacze Polski Wschodniej i Ukrainy. Pradziad O. Kozeroda, Wiktor Kozirod, przed rewolucją posiadał duży rodowy majątek obszarniczy w rejonie Masziwskim obwodu Połtawskiego i był żonaty z córką Jakuba Bejdyka, który należał do setki największych właścicieli ziemskich w Imperium Rosyjskim. Po rewolucji wszyscy przedstawiciele rodu zostali rozstrzelani przez bolszewików, ale Wiktorowi Koziorodowi udało się przenieść się do Połtawy i zgubić się w środowisku robotniczym.  

## Życiorys
Ołeh Kozerod urodził się w roku 1970 na Ukrainie. W 1993 roku ukończył z wyróżnieniem studia na Uniwersytecie Charkowskim.
Działalność zawodową rozpoczął jako wykładowcą Charkowskiego Instytutu Artystyczno-Przemysłowego. Ukończył studia aspiranckie na Politechnice Charkowskiej, pracował na stanowisku kierownika katedry stosunków międzynarodowych w Uniwersytecie "Kajnar" w Kazachstanie. Działalność dziennikarską rozpoczął jako korespondent europejskich agencji prasowych, w tym Żydowskiej Agencji Prasowej (od roku 2003).
Od roku 2000 – doktorant i starszy pracownik naukowy Instytutu Badań Politycznych, Etnicznych i Narodowościowych NAN Ukrainy, od roku 2001 – naukowiec-wizytujący i badacz Oksfordzkiego Centrum Hebraistyki i Badań Żydowskich, od roku 2009 – badacz w Centrum Badań Humanistycznych Uniwersytetu Oksfordzkiego, od roku 2010 – badacz w Centrum Europejskich Studiów Demokracyjnych, od roku 2018 – profesor Zerah Business School, od roku 2019 – doradca  deputowanych Komitetu Kultury i Edukacji, Komitetu Przemysłu, Nauki i Energetyki, Parlament Europejski.
Ołeh Kozerod jest specjalistą w zakresie współczesnej polityki UE, historii Ukrainy, ekspertem w dziedzinie bezpieczeństwa narodowego Wielkiej Brytanii i krajów UE, w tym w zakresie ksenofobii, terroryzmu, antysemityzmu, stosunków międzynarodowych.
W 1996 roku w Dnieprzańskim Uniwersytecie Narodowym obronił rozprawę doktorską dotyczącą historiografii Białej Armii na Ukrainie, zaś w 2009 roku w Donieckim Uniwersytecie Narodowym obronił rozprawę habilitacyjną dotyczącą historii żydostwa ukraińskiego. Praca habilitacyjna Ołeha Kozerodа została wysoko oceniona przez fachowców, uzyskała ona pozytywne opinie Przewodniczącego Rady Najwyższej Wołodymyra Litwina, Ministra Oświaty i Nauki Ukrainy Dmytra Tabacznika, Zastępcy Dyrektora Instytutu Badań Politycznych, Etnicznych i Narodowościowych NAN Ukrainy Maja Pańczuka, przedstawicieli czołowych uniwersytetów europejskich i amerykańskich.
Ołeh Kozerod jest członkiem wielu międzynarodowych organizacji społecznych i zawodowych, w tym Europejskiej Asocjacji Badań Żydowskich (European Association for Jewish Studies), Royal Historical Society, Stowarzyszenia Absolwentów Uniwersytetu Oksfordzkiego (Oxford University Alumni Society) i in.

## Publikacje
Ołeh Kozerod jest autorem setek artykułów naukowych i publicystycznych, a także kilku monografii, w tym:
- Переломные Годы. Еврейская община Украины в 1919—1929 гг.(Lata przełomowe. Wspólnota żydowska Ukrainy w latach 1919-1929). Charków, 1998;
- A.I.Denikin's regime and Jewish Population of Ukraine : 1919-1920, Charków, 1997;
- Евреи Украины в период новой экономической политики (Żydzi Ukrainy w okresie nowej polityki ekonomicznej), Kijów, 2002;
- 150 еврейских организаций Великобритании (150 organizacji żydowskich w Wielkiej Brytanii), 2006;
- Єврейська громадсько-політична думка ХХ-початку ХХІ сторіччя в Україні (Żydowska myśl społeczno-polityczna ХХ- początku ХХІ wieku na Ukrainie) 2011, współautor;
- Гендерні аспекти історії українського єврейства (на прикладі періоду 20-х рр. ХХ ст. (Aspekty genderowe historii żydostwa ukraińskiego [na przykładzie okresu lat 20-ch ХХ w.]), 2013;
- Історіографичні проблеми єврейської історії і філософії (Kwestie historiograficzne historii i filozofii żydowskiej), 2014;
- Єврейська національна спільнота в контексті інтеграції українського суспільства (Żydowska wspólnota narodowa w kontekście integracji społeczeństwa ukraińskiego), 2014, współautor;
- Розвиток і взаємодія єврейських громад на європейському просторі (Rozwój i interakcja społeczności żydowskich w przestrzeni europejskiej), Kijów, 2017, współautor;
- Сучасні єврейські громади Європи (Współczesne społeczności żydowskie w Europie), Kijów, 2019;
- Jewish Woman in Ukraine: Writers, Zionists, Leaders in the 1920s, Warsaw, 2019;
- Погроми в Україні у 1919-1921 рр. та їх наслідки (Pogromy na Ukrainie w latach 1919-1921 i ich skutki), Warsaw, 2020;
- Суспільно-політичні та історичні аспекти розвитку сучасної єврейської громади України: європейський контекст (Społeczno-polityczne i historyczne aspekty rozwoju współczesnej społeczności żydowskiej na Ukrainie: kontekst europejski), Kijów, 2022, współautor;
- Сучасна єврейська громада Великої Британії (Współczesna społeczność żydowska Wielkiej Brytanii), Warsaw, 2022;
- Modern EU Policy on Development and protection of Jewish communities: Declarations and Realities, Warsaw, 2023.
- Політичні та історичні аспекти розвитку єврейських громад України і країн діаспори в контексті сучасних викликів (Kijow, 2024, współautor);
- Die moderne EU-Politik zur Entwicklung und zum Schutzjüdischer Gemeinschaften: Ekrlärungen. Antwerpen, 2025;
- Modern European policy on protection and fostering Jewish life. Kyiv, 2025.